# Avance (affluent de la Durance)
Cet article concerne un affluent de la Durance. Pour l'affluent de la Garonne et d'autres emplois de ce mot, voir Avance (Garonne) et Avance.
L'Avance est une rivière du département des Hautes-Alpes, dans la région Provence-Alpes-Côte d'Azur, et un affluent de la Durance, donc un sous-affluent du Rhône.

## Géographie
L'Avance prend sa source dans le marais de Chorges, tout près de la ville de Chorges, au pied du massif du Piolit, au sud-ouest du massif des Écrins. 
Elle se dirige vers l'ouest puis rapidement prend une direction générale nord-est à sud-ouest, encadrée par des massifs collinaires de moyenne altitude, avant de se jeter dans la Durance en amont de Tallard, à la limite du département des Alpes-de-Haute-Provence.
La longueur de son cours propre est de 20,6 kilomètres, mais elle reçoit peu après sa source un affluent, le torrent des Réallons, qui descend de la crête des Parias, voisine du Piolit, et dont la longueur dépasse largement la sienne au confluent (6,8 km contre 1,5). En suivant cet affluent depuis sa source puis l'Avance jusqu'à son confluent avec la Durance, le parcours est d'environ 26 kilomètres.

Vallée de l'Avance vue depuis la colline d'Avançon.

### Communes et cantons traversés
Dans le seul département des Hautes-Alpes l'Avance traverse six communes :
- dans le sens amont vers aval : Chorges (source), Montgardin, Avançon, Saint-Étienne-le-Laus, Valserres, Jarjayes (confluence).

### Bassin versant
L'Avance traverse une seule zone hydrologique « La Durance du torrent de Trente Pas au ravin des Périers » (X051) de 3 992 km2 de superficie. Ce bassin versant est constitué à 88,99 % de « forêts et milieux semi-naturels », à 9,21 % de « forêts et milieux semi-naturels », à 1,07 % de « forêts et milieux semi-naturels », à 0,72 % de « forêts et milieux semi-naturels », à 0,02 % de « forêts et milieux semi-naturels ». 

### Organisme gestionnaire
L'organisme gestionnaire est l'EPTB SMAVD ou syndicat mixte d'Aménagement de la vallée de la Durance.

## Affluents
L'Avance a dix affluents référencés :
- le torrent des Réallons (rd[note 1]),
- le torrent du Dévezet (rd),
- le torrent de Combe Chabert (rg),
- le ruisseau de Saint Pancrace (rd),
- le torrent du Bridon (rg), avec un affluent :
  - le ravin du Sauge (rd),
- le torrent des Roumillons (rg), avec un affluent :
  - le torrent de la Combe (rg),
- le torent de Comberland (rd),
- le torrent du Grand Bois (rg),
- le torrent du Merdarel (rd),
- le torrent de Retruc (rd),

### Rang de Strahler
Son rang de Strahler est de trois.

## Hydrologie
Le lit de la rivière est stable : il s'écoule dans un talweg surcreusé par une langue glaciaire lors de la glaciation de Würm. La partie amont est marécageuse, ensuite la pente est forte : 1,5 %. La partie aval, encaissée dans des terres noires, est parfois encombrée de limons, mais le total du matériau transporté ne dépasse pas les 1 000 m3 annuels.
Bien que ce type de crues n'ait jamais été mesurée, on estime que les crues décennales auraient un débit de 70 m3/s, et 140 m3/s pour les crues centennales.

## Hydronymie
La rivière apparaît dans les archives du monastère de Boscodon sous le nom de Avanza. Charles Kraeger et Gilbert Künzi dans leur étude des toponymes des rivières romandes proposent un radical celtique Av, Ev signifiant « eau courante », « eau abondante ».